# Pyrenaria
Pyrenaria är ett släkte av tvåhjärtbladiga växter. Pyrenaria ingår i familjen Theaceae.

## Bildgalleri

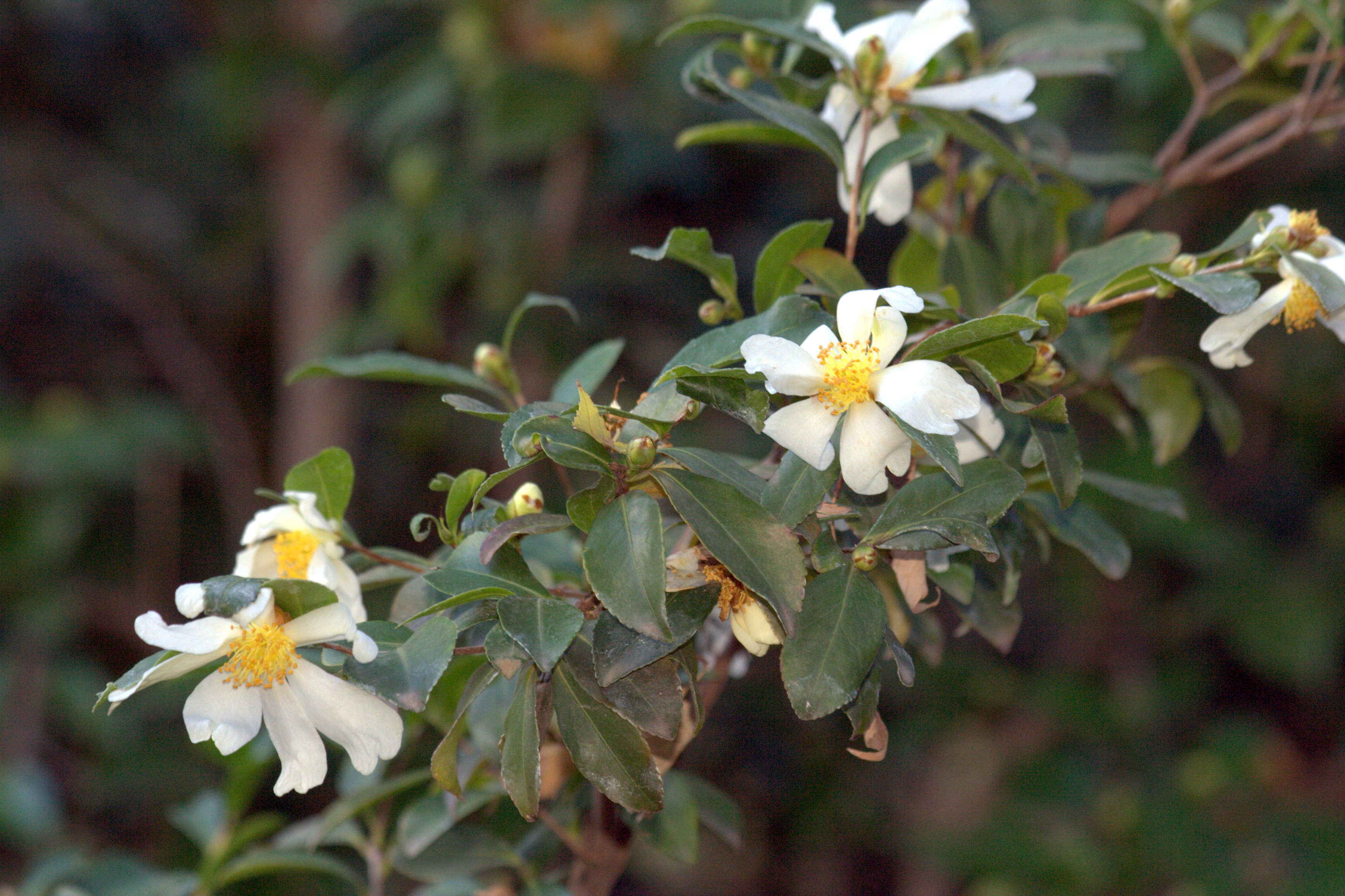

## Dottertaxa tillPyrenaria, i alfabetisk ordning[1]
- Pyrenaria acuminata
- Pyrenaria attenuata
- Pyrenaria barringtoniifolia
- Pyrenaria diospyricarpa
- Pyrenaria hirta
- Pyrenaria johorensis
- Pyrenaria jonquierana
- Pyrenaria khasiana
- Pyrenaria kinibaluensis
- Pyrenaria kwangsiensis
- Pyrenaria laotica
- Pyrenaria maculatoclada
- Pyrenaria membranacea
- Pyrenaria menglaensis
- Pyrenaria microcarpa
- Pyrenaria microphylla
- Pyrenaria mindanaensis
- Pyrenaria multisepala
- Pyrenaria oblongicarpa
- Pyrenaria pahangensis
- Pyrenaria parviflora
- Pyrenaria pingpienensis
- Pyrenaria poilaneana
- Pyrenaria serrata
- Pyrenaria sophiae
- Pyrenaria spectabilis
- Pyrenaria tawauensis
- Pyrenaria villosula
- Pyrenaria viridifolia
- Pyrenaria wuiana